# مل آن سينت هوبرت
مل آن سينت هوبرت Mill en Sint Hubert  بلدية وبلدة بمقاطعة شمال برابنت، جنوبي هولندا.

## طوبوغرافيا
خريطة طوبوغرافية هولندية لبلدية مل آن سينت هوبرت، يونيو 2015، (تقرأ بعد ثلاث نقرات على الخريطة).

## معرض صور

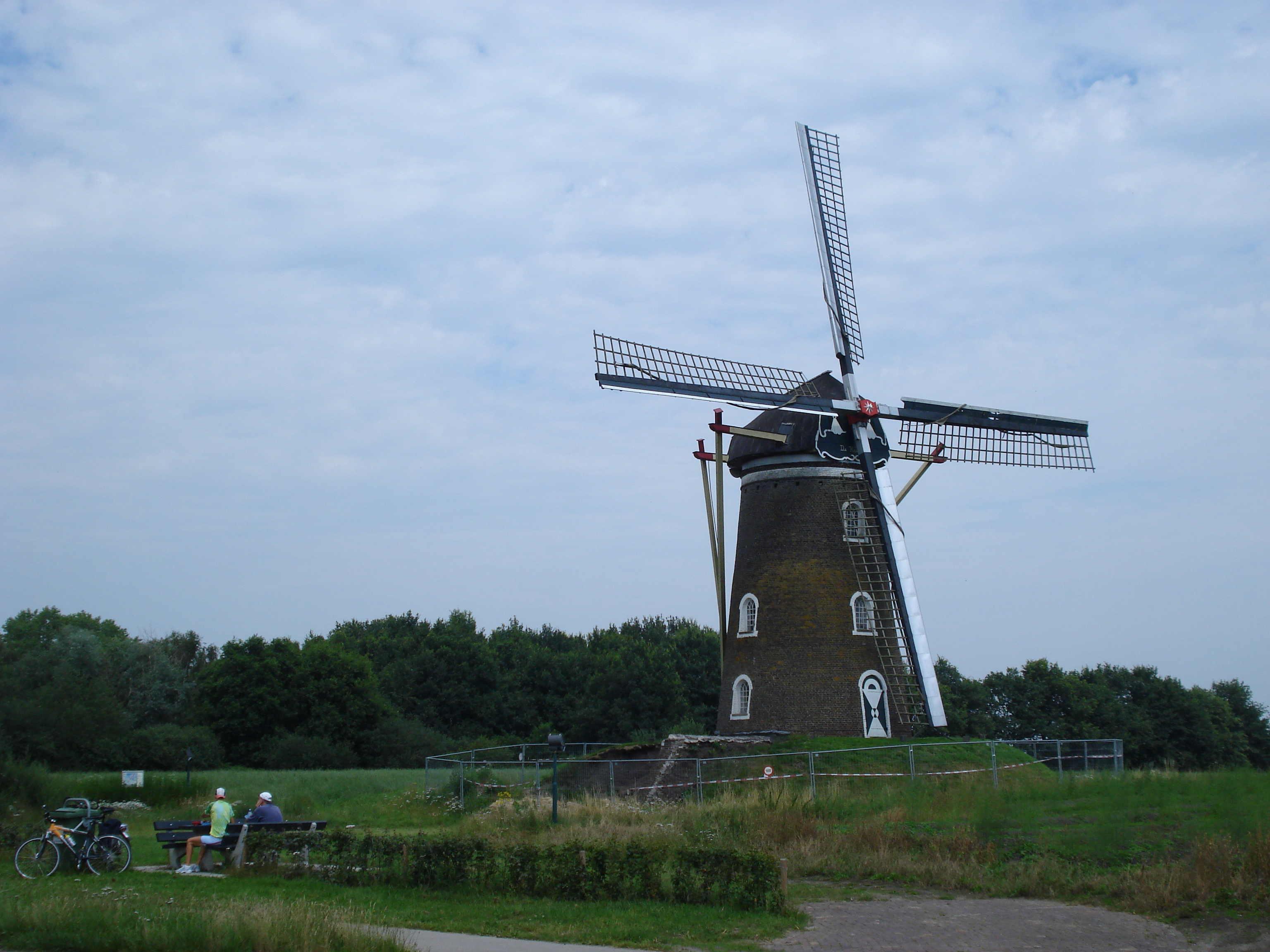
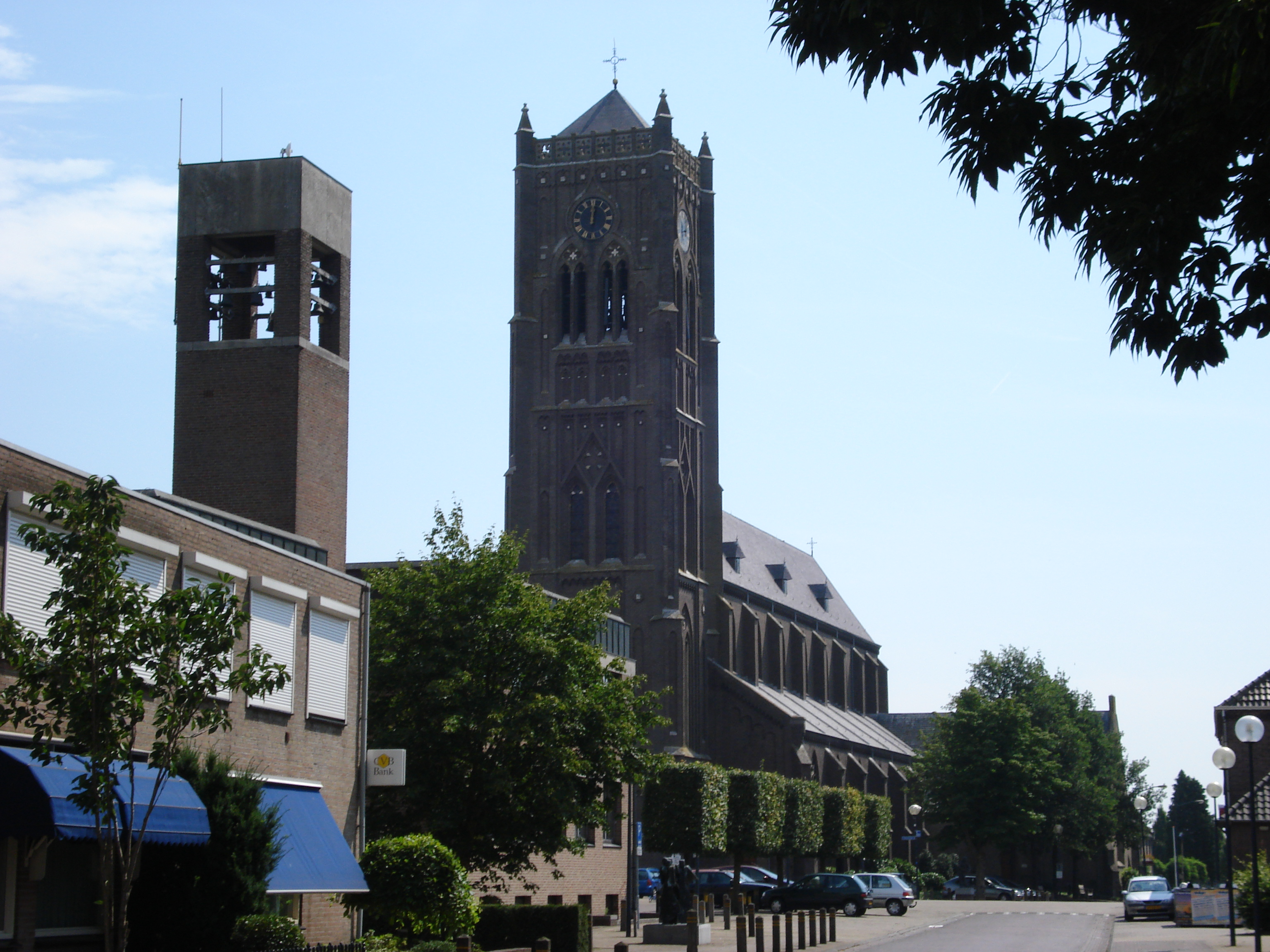
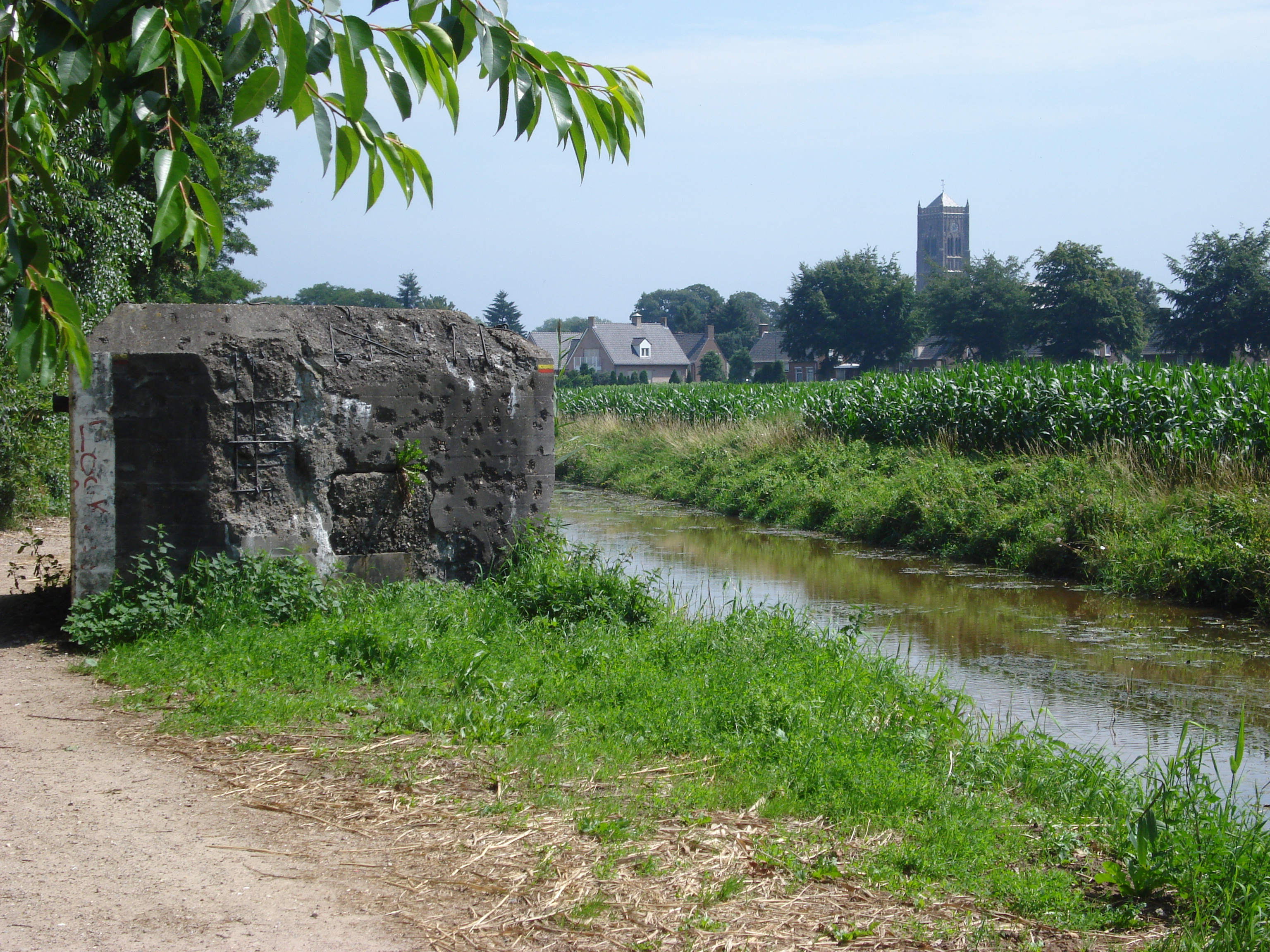
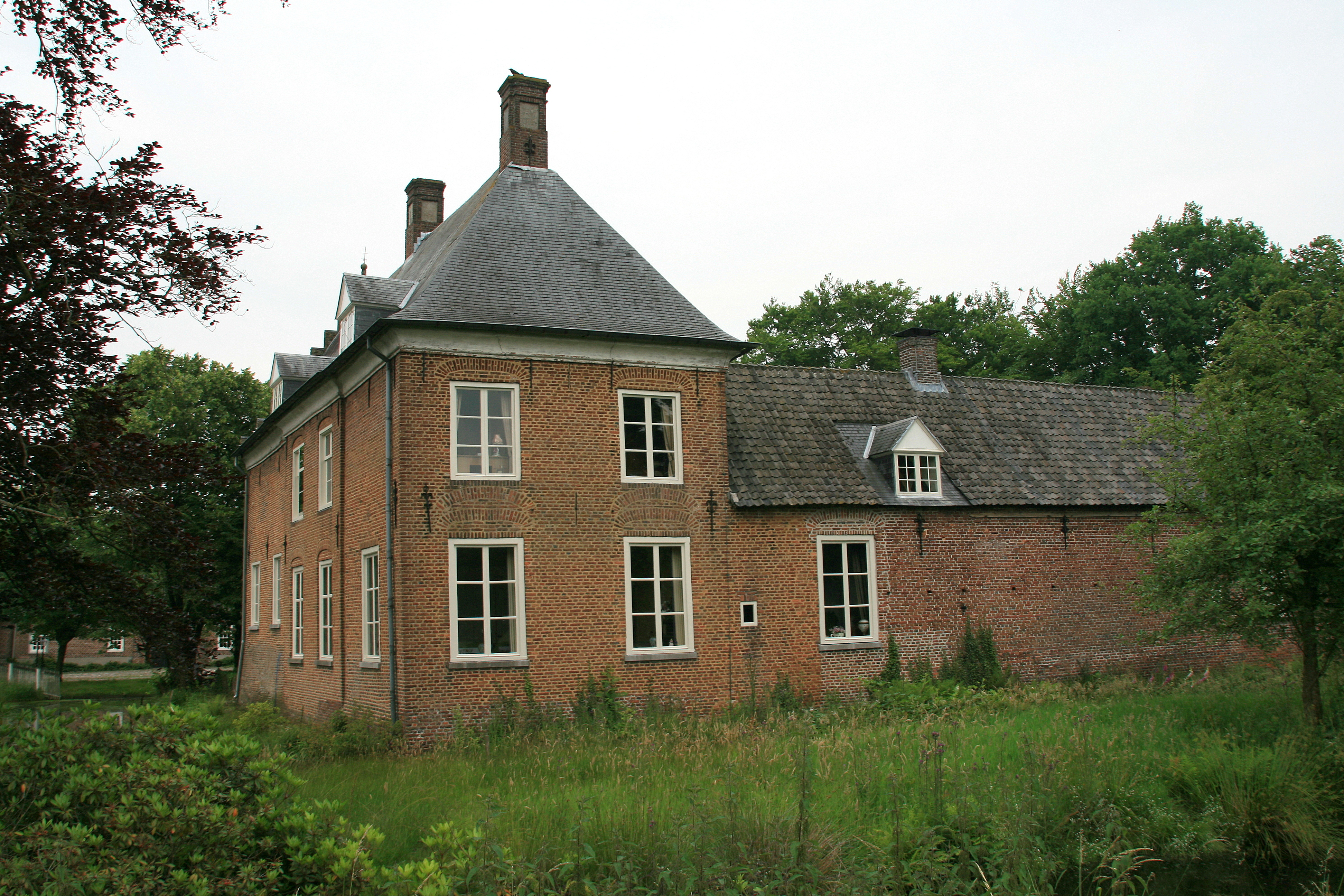